# Haplusia
Haplusia is een geslacht van galmuggen (Cecidomyiidae). De wetenschappelijke naam is voor het eerst geldig gepubliceerd in 1877 door Karsch in zijn proefschrift Revision der Gallmücken. De typesoort is Haplusia plumipes Karsch.
Dit geslacht komt verspreid voor over de hele wereld. Er zijn een twintigtal soorten bekend, plus een fossiele soort, Haplusia eocenica die aangetroffen is in barnsteen uit het eoceen-oligoceen. De larven leven in rottend hout; dit is vastgesteld bij de soorten H. brevipalpis, H. heteroptera en H. palpata. In 2007 beschreef John D. Plakidas een nieuwe soort, Haplusia funebris, die voorkomt in zuidwestelijk Pennsylvania. De larven leefden in rottend hout van de Amerikaanse vogelkers (Prunus serotina).

## Soorten
De volgende soorten zijn bij het geslacht ingedeeld:
- Haplusia alexanderi (Felt, 1921)
  - = Johnsonomyia alexanderi Felt, 1921
- Haplusia bella (Skuse, 1888)
  - = Cecidomyia bella Skuse 1888
- Haplusia braziliensis (Felt, 1915)
  - = Johnsonomyia braziliensis Felt, 1915
- Haplusia brevipalpis (Mamaev, 1964)
  - = Chastomera brevipalpis Mamaev, 1964
- Haplusia cincta (Felt, 1912)
  - = Johnsonomyia cincta Felt, 1912
- † Haplusia eocenica (Meunier, 1904)
  - = Palaeocolpodia eocenica Meunier, 1904
- Haplusia funebris Plakidas, 2007
- Haplusia fusca (Felt, 1908)
  - = Johnsonomyia fusca Felt, 1908
- Haplusia heteroptera (Mamaev & Spungis, 1980)
  - = Chastomera heteroptera Mamaev & Spungis, 1980
- Haplusia hondrui (Mamaev, 1964)
  - = Chastomera hondrui Mamaev, 1964
- Haplusia indica (Grover, 1971)
  - = Chastomera indica Grover, 1971
- Haplusia longipalpis (Mamaev, 1964)
  - = Chastomera longipalpis Mamaev, 1964
- Haplusia obscuripes (Mamaev, 1968)
  - = Johnsonomyia obscuripes Mamaev, 1968
- Haplusia pallida (Mamaev, 1966)
  - = Johnsonomyia pallida Mamaev, 1966
- Haplusia palpata (Mamaev, 1966)
  - = Johnsonomyia palpata Mamaev, 1966
- Haplusia plumipes Karsch, 1877
- Haplusia rubra (Felt, 1908)
  - = Johnsonomyia rubra Felt, 1908
- Haplusia spiculosa (Barnes, 1927)
  - Chastomera spiculosa Barnes, 1927
- Haplusia stricta Fedotova & Sidorenko, 2005

## Synoniemen
- Haplusia elliptica (Rao, 1956) = Stomatosema vanchii (Nayar, 1949